# Georgina Chapman
Georgina Rose Chapman (ur. 14 kwietnia 1976) – brytyjska projektantka mody, modelka i aktorka, współzałożycielka marki odzieżowej „Marchesa”.

## Filmografia
- Desire (2001) jako Eve
- Jeffrey Archer: The Truth (2002) (film TV) jako sekretarka
- Sons & Lovers (2003) (film TV) jako Louie
- Rycerze z Szanghaju (2003) jako debiutantka
- A Soldier's Tunic (2004) jako Katherine Cranborn
- Duma i uprzedzenie (2004) jako Anne
- Rosemary & Thyme (2004) jako Celia Llewellyn (serial, 1 odc.)
- Człowiek pies (2005) jako Floozy 1
- Perfect 10 (2005) jako Jenna
- Wszystko gra (2005) jako współpracownica Noli
- Biznes (2005) jako Carly
- Wykolejony (2005) jako Candy
- Dziewczyna z fabryki (2006) jako dziennikarka
- Niania w Nowym Jorku (2007) jako TriBeCa Fashionista
- Przebudzenie (2007) jako Penny Carver